# Don’t Speak
Don’t Speak – ballada rockowa zespołu No Doubt, wydana na singlu w 1996 roku. Piosenka promowała album Tragic Kingdom. Utwór zajmował pierwsze miejsca światowych list przebojów, a płyta, na której się znalazł, sprzedała się w ponad 16-milionowym nakładzie.

## Lista utworów
CD maxi single (Japonia, Australia)
1. „Don’t Speak” – 4:27
2. „Don’t Speak” (alternatywna wersja nagrana w Nowej Zelandii w 1996 roku) – 4:27
3. „Hey You!” (akustyczna wersja nagrana w Nowej Zelandii w 1996 roku) – 3:28
4. „Greener Pastures” (z albumu The Beacon Street Collection) – 5:05

CD single (Wielka Brytania)
1. „Don’t Speak” – 4:27
2. „Greener Pastures” (z albumu The Beacon Street Collection) – 5:05